# Veaceslav Negruța
Veaceslav Negruța (n. 4 martie 1972, Delacău) este un economist, finanțist și om politic din Republica Moldova, care a îndeplinit funcția de ministru al finanțelor al Republicii Moldova între anii 2009 - 2013. A fost eliberat din funcția de ministru ca urmare a cererii depuse.

## Biografie
Veaceslav Negruța s-a născut la 4 martie 1972 în satul Delacău, raionul Grigoriopol.
În 1994, după cinci ani de studiu la Academia de Studii Economice din Moldova, el a absolvit Facultatea de Management. În 1994 a fost numit șef Secție analiză macroeconomică și financiară la Ministerul Finanțelor și a îndeplinit aceasta funcția timp de trei ani. Din 1997 pînă la 1999 - macroeconomist la Centrul de Investigații Strategice și Reforme (Banca Mondială, PNUD). În anul 1999 a deținut funcția de consilier principal de stat în guvernul condus de Ion Sturza. În anul următor el a devenit director al Departamentului de politică monetară și cercetări la Banca Națională a Moldovei, iar în 2001 a devenit economist superior în Fiscal Reform Project, susținut de Agenția SUA pentru Dezvoltare Internațională (USAID) în Republica Moldova. Din 2006 pînă în 2008 a lucrat în calitate de consultant în proiectul Banca Mondială, UIP "Ameliorarea competitivității în Moldova". În anul 2007 a devenit membru-fondator Partidului Liberal Democrat din Moldova, din care s-a retras în 2013.
Prin Decretul Președintelui Republicii Moldova nr. 4-V din 25 septembrie 2009 a fost numit în funcția de ministrul finanțelor al Republicii Moldova. În 2013 el a demisionat din funcție din propria inițiativă.
La alegerile parlamentare din noiembrie 2014 din Republica Moldova el a candidat la funcția de deputat din partea PLR de pe poziția a patra în listă.
În mai 2015 judecătoria sectorului Rîșcani a emis o hotărâre de condamnare a lui Veaceslav Negruța la trei ani de închisoare cu suspendare, în „Dosarul Sandulachi”, în care Negruța este acuzat că ar fi încălcat legea atunci când Ministerul Finanțelor a executat un titlu executoriu emis de judecătorii de la Curtea de Apel să fie achit fostului director al Asociației Parlamentul '90, Pantelei Sandulachi, un prejudiciu moral în valoare de 400 000 euro.
Veaceslav Negruța este căsătorit cu Eugenia și are doi copii: o fată și un băiat.